# L'Italie n'est pas un pays pauvre
Pour plus de détails, voir Fiche technique et Distribution.
L’Italie n'est pas un pays pauvre (L’Italia non è un paese povero) est un film réalisé par Joris Ivens, sorti en 1960.
« Jori Ivens était fasciné par la figure d’Enrico Mattei, non seulement par sa dimension de capitaine de l’industrie, actif dans la pétrochimie, mais aussi par son passé, sa dimension politique pourrait-on dire. Mattei avait participé à la résistance, il avait été « partisan », il avait osé s’impliquer fortement et rompre des équilibres établis, faisant de l’ENI une entreprise de dimension internationale, ne se limitant pas à extraire du pétrole d’Italie ou du méthane, mais élargissant également les intérêts de cette initiative. D’une certaine façon, pour Joris Ivens, Mattei était un révolutionnaire ».

## Synopsis
1959. Le président de l'ENI (Institut national des hydrocarbures), Enrico Mattei, demanda à Joris Ivens de réaliser un film critiquant l'influence américaine dans le domaine des hydrocarbures en Italie.
Après de nombreuses discussions, Ivens travailla avec Valentino Orsini et les frères Taviani à la réalisation du film L'Italia non è un paese povero. 
Mais la RAI refusa de le diffuser en intégralité en soutenant qu'il donnait une image particulièrement grossière de l'Italie. 

## Fiche technique
- Titre : L’Italia non è un paese povero
- Réalisation : Joris Ivens, assistant : Tinto Brass
- Scénario : Joris Ivens, Valentino Orsini, Paolo et Vittorio Taviani. Alberto Moravia (texte)
- Production : PROA (Produttori Associati, Roma)
- Musique : Gino Marinuzzi
- Photographie : Mario Dolci, Oberdan Troiani, Mario Volpi
- Montage : Joris Ivens, Maria Rosada, Elena Travisi, Misa Gabrini
- Pays d'origine : Italie
- Format : N/B - 1,37:1 - Mono - 35 mm
- Genre : Documentaire
- Durée : 110 minutes
- Date de sortie : 1960

### Livres
- Hans Schoots, Joris Ivens. A Biography of Joris Ivens, Amsterdam, 2000.
- Aldo Grasso, Storia della televisione italiana, Garzanti, Milan, 2000.
- Virgilio Tosi, Cinema e Utopia, Bulzoni, Rome, 2002.
- Stefano Missio, Cercando l'Italia non è un paese povero in "Il mio Paese", Rizzoli, Milan, 2007.

### Journaux quotidiens et publications périodiques
- Alessandro Gori. Memorie del sottosuolo. Diario della settimana, 1-7 luglio 1998, pagg 59 - 60.
- Alberto Farassino. Torna l'Italia censurata di Mattei e Joris Ivens. La Repubblica, 28 aprile 1999. →
- Maurizio Porro. Tinto Brass scopre il film verità voluto da Mattei. Corriere della Sera, 28 avril 1999, 35.
- Stefano Missio. Une « Affaire Ivens » en Italie : l’histoire de L’Italia non è un paese povero. 1895. Revue d’Histoire du Cinéma, n°75 – Printemps 2015.